# 광복회 (중국)
광복회(光復會) 혹은 복고회(復古會)는 청(淸) 말기 반청혁명(反淸革命) 조직으로, 주로 강절(江浙, 강소와 절강) 출신으로 구성되었으며 주요 활동 범위도 강절과 남양(南洋, 동남아) 일대였다. 종지(宗旨)는 '광복한족, 환아산하, 이신허국, 공성신퇴(光復漢族, 還我山河, 以身許國, 功成身退)', 즉 '한족을 광복시키고 우리의 산과 강을 되돌리며 이몸에게 나라를 허락하되 공이 이뤄지거든 물러나겠다'는 뜻이다. 1904년 11월 상해(上海)에서 성립하였다. 신해혁명(辛亥革命) 이후 손문(孫文), 진기미(陳其美) 등이 도성장(陶成章), 허설추(許雪秋) 등의 영도자와 충돌이 발생하자 1912년 조직이 해산되었다.

## 역사
광서(光緒) 29년(1903) 겨울, 장존궤(蔣尊簋), 도성장(陶成章), 위란(魏蘭), 공보전(龔寶銓), 왕가위(王嘉偉) 등이 도쿄(東京)에서 협상을 논의하였다.
1904년 10월, 군국민교육회(軍國民教育會) 성원 도성장, 채원배(蔡元培), 공보전, 위란 등에 창립하였고 군국민교육회의 기초 위에 조직을 개편하고 확대하여 건립하였다. 상해(上海)에 본부를 마련하고, 채원배를 회장(會長), 도성장을 부회장(副會長)으로 임명하였다. 당시 옥중에 있던 장병린(章炳麟) 혹은 장태염(章太炎)도 광복회 건립 계획에 참여하였다. 도성장은 광복회의 중심인물이었다. 그는 강소와 절강 일대 회당(會黨)을 연대하여 혁명의 주요 역량으로 삼았고, 조직을 대거 발전시켰다. 서석린(徐錫麟)과 추근(秋瑾)도 잇달아 입회하였으며 광복회 지도자가 되었다.
다음해, 서석린 등은 소흥(紹興)에서 대통학당(大通學堂)을 창립하였다. 학생 560여 명이 모두 광복회 회원이었다. 광복회 회원은 금패(金牌)를 휘장으로 삼고 그 가운데에 전서(篆書)로 된 '복(復)'이라는 글자와 해서(楷書)로 된 글자 몇 개가 새겨져 있었다. 구호는 '황하의 수원은 거슬러 올라가면 절강의 조류이니, 우리 중화를 지키는 것은 한족 호걸들이다. 만주 오랑캐가 한 조각 갑옷도 남기게 하지 말고 헌원(즉 오제 중 황제)의 신과 같은 갑주는 하늘의 자랑이다(黃河源溯浙江潮, 衛我中華漢族豪. 莫使滿胡留片甲, 軒轅神胄是天驕.)'
학당은 군대식 체조를 중시하여 혁명을 준비하였고, 마침내 광복회 선전 혁명이 되어 군사 골간을 배양하고 회당 기관들응 이어주었다. 광복회의 서사(誓詞) '光復漢族, 還我山河, 以身許國, 功成身退'를 종지로 하였다. 수령은 '황(黃)' 한 글자만 새겨 넣었고, 협령(協領)은 '하(河)' 한 글자만 새겨 넣었고, 분령(分領)은 '원(源)' 한 글자만 새겨 넣었다. 이런 식으로 총 17개 부문으로 나뉘었다.
1905년 중국동맹회(中國同盟會) 성립 이후 광복회는 대다수 구성원이 동맹회에 가입하였고 일부는 독립활동을 이어나갔다. 1907년 서석린이 발동한 안경기의(安慶起義)가 실패하고 서석린이 희생되었고 추근도 소흥에서 사망하자, 광복회 활동은 한번에 중지되었다. 같은해 3월, 도성장은 일존에서 동맹회 경비 문제로 손문과 갈라섰다. 1908년 도성장은 남양에 이르러 차관을 모았으나, 동맹회원의 저지를 받고 마침내 다시 광복회의 이름으로 활동하였다. 1910년 2월, 장병린과 도성장은 동맹회와 공식으로 결별하였고 도쿄에서 광복회총부(光復會總部)를 세웠다. 장병린은 회장, 도성장은 부회장이 되었다. 위란과 이섭화(李燮和) 등은 남양에서 광복회남양총부(光復會南洋總部)를 조직하고 도쿄총부 직권을 대행하였다
1911년, 광복회 구성원이자 절강 신군(新軍) 21진(鎭) 81표(標) 표통(標統)이었던 주서(朱瑞)가 절군(浙軍)을 조직하고 스스로 총사령(總司令)에 임명되었다. 이섭화는 오송광복군총사령(吳淞光復軍總司令)이 되었다. 허설추와 진운생(陳芸生)은 광동민군(廣東民軍) 사령(司令)이 되어 무창기의(武昌起義)에 호응하였다. 1912년 1월 3일, 장병린은 상해에서 다시 중화민국연합회(中華民國聯合會)를 조직하였다. 후에 도성장이 상해에서 장개석(蔣介石)에게 암살되자 광복회는 해체되었다.

## 회원 명록
광서 30년(1904), 광복회 성립 초기, 상해의 복고회(復古會)와 대아동지회(對俄同志會), 도쿄의 절학회(浙學會)와 군국민교육회(軍國民教育會)의 회원은 모두 광복회에 가입하였다. 『소흥시지(紹興市志)』에 열전이 전해지는 인물은 32명, 간략히 사적이 소개된 인물은 69명이었다.

### 소흥시지 「인물(人物)」권(卷) 32명
채원배(蔡元培), 도성장(陶成章), 서석린(徐錫麟), 추근(秋瑾)(여), 진백평(陳伯平), 왕금발(王金發), 사진(謝震), 윤예지(尹銳志)(여), 윤유준(尹維峻)(여), 심균업(沈鈞業), 진위(陳魏), 손덕경(孫德卿), 왕자여(王子余), 주수인(周樹人) 즉 노신(魯迅),  도야공(陶冶公), 진위(陳威), 허수상(許壽裳), 구길생(裘吉生), 진의(陳儀), 장존궤(蔣尊簋), 장백기(張伯岐), 왕효뢰(王曉籟), 마봉백(馬逢伯), 하섭후(何燮侯), 장지유(蔣智由), 손세위(孫世偉), 유대백(劉大白), 주청(周淸), 허철애(許鐵崖), 장재양(張載陽), 사열(斯烈), 축소강(竺紹康)

### 회원표(69명)
| 번호 | 성명                      | 호적                                 | 소개 | 사망                 |
| ---- | ------------------------- | ------------------------------------ | --- | -------------------- |
| 1    | 손효운(孫曉雲, 1880-1965) | 상우(上虞) 숭하진(崧廈鎭)            | 도성장(陶成章)의 아내 | 1965년 상해에서 사망 |
| 2    | 조한경(趙漢卿, 1887-1950) | 산음(山陰) 임포(臨浦, 현재 소산蕭山) | 상해은행공회간부(上海銀行工會幹部) | 1950년 사망          |
| 3    | 진완란(陳捥瀾, 1887-1917) | 소흥(紹興) 평수(平水)                | 진백평(陳伯平)의 여동생. 추근(秋瑾)의 소개로 광복회 가입 | 1917년 사망          |
| 4    | 왕진한(王振漢, 1872-1926) | 소흥 가교(柯橋)                      | 가교 출신 왕증경(王增卿) 장녀. 1888년, 동포(東浦)에서 서석린과 결혼 | 1926년 사망          |
| 5    | 오혜추(吳惠秋, 1886-1977) | 오흥(吳興) 심계(潯溪)                | 여성, 본명 오민(吳珉), 후에 오혜추로 개명. 광서(光緒) 32년(1906) 심계여학(潯溪女學)에 입학, 추근의 학생이 되었다. 혼인에 반대하여 집을 나왔고 추근이 거둬들여 소흥으로 데려가 화창당(和暢堂) 추씨집안에 살았다. 추근이 소개하여 광복회에 들어갔고 추근의 비서이자 조수가 되었다. 환안(皖案)이 발생하자 추근을 도와 기의 계획과 무기 등을 처리하고 침착하게 응변하였다. 초6일, 추근이 사망하자 오혜추는 천신만고 끝네 상해로 도망쳤고, 서기진(徐寄塵)의 도움으로 의학을 공부하였으며, 간호사를 방어 수단으로 삼아 혁명연합 공작을 하였다. 선통(宣統) 3년(1911), 상해 광복 전쟁에 참가하여 구호활동을 펼쳤다. 신해혁명 이후 상해 경웅여학(競雄女學)에서 교사가 되었다. 1949년 이후 상해문사관관원(上海文史館館員)이 되었다. | 1977년 사망          |
| 6    | 조흠희(曹欽熙, 1870-1908) | 소흥 동포(東浦)                      | 자(字) 여천(荔泉). 허중경(許仲卿)의 스승. 허중경은 자금을 내어 서석린을 도왔는데 이는 조흠희의 영향을 많이 받은 것이다. 광서 31년(1905), 대통학당 성립 초기, 서석린은 조흠희를 초빙하여 총리(總理)에 임명하였고 광복회에 입회하였다. 얼마 후 서석린을 따라 북경에 가서 동북 지역에 부임하여 고찰하였고, 서석린을 도와 무장기의를 계획하였다. 환절기의(皖浙起義) 실패 후, 조흠희는 청정부의 수배가 되어 고향으로 도주 중에 분노로 인하여 사망하였다. | 1908년 사망          |

## 같이 보기
- 도성장
- 중국동맹회
- 화흥회
- 흥중회

## 참고문헌
1. ↑  曹亞伯. 〈第十一章 徐錫麟刺恩銘〉. 《武昌革命真史》 前編. 上海: 中華書局. 2022년 12월 6일에 원본 문서에서 보존된 문서. 2022년 12월 6일에 확인함.
2. ↑  “《绍兴市志》第二十四卷 会党 社团 > 第一章 光复会”. 2016년 10월 22일에 원본 문서에서 보존된 문서. 2016년 10월 22일에 확인함.

- 石田米子：〈光复会与浙江辛亥革命综述보관됨 2018-02-17 - 웨이백 머신〉